# Neporadza (okres Trenčín)
Neporadza (maďarsky Neporác) je obec na Slovensku v okrese Trenčín. V roce 2015 zde žilo 796 obyvatel.
První písemná zmínka o obci pochází z roku 1289. V obci je římskokatolická kaple Panny Marie z roku 1743.

## Rodáci
- Alfonz Bednár (19. říjen 1914 – 9. listopad 1989) – prozaik, scenárista a překladatel